# 基隆市仁愛區仁愛國民小學
25°07′37″N 121°44′46″E / 25.127008°N 121.746215°E
基隆市仁愛區仁愛國民小學（簡稱仁愛國小）是一所位於臺灣基隆市仁愛區的國民小學，其源自於1898年成立的「基隆小學校」，是基隆市歷史第二悠久的學校，學校東側緊鄰信義國小。

## 校史
臺灣總督府在1898年8月16日公告設立「基隆小學校」，是為臺灣最早設立的四所小學校之一（其他為臺北、臺南、新竹小學校），並仍借用基隆公學校校舍上課。1899年10月，遷入甫完工的新校舍，位在田藔港庄117番地。1902年5月17日，因增設高等科而改為「基隆尋常高等小學校」。1908年4月1日，設置仙洞、焿仔藔、金瓜石、武丹坑分教場（之後陸續各自成為獨立的小學校）。1913年設立金包里分教場，1916年設立瑞芳分教場，1917年設立頂雙溪分教場。1926年4月1日，在基隆尋常高等小學校同址設立「基隆第一尋常小學校」，而高等小學校在1932年遷至天神町（銘傳國中現址）。由於基隆的公學校、小學校都是以第一、第二等序號定名，基隆市役所為了避免學生家長將校名作為學校優劣的依據，於是在1933年4月將校名改以町名為名，基隆第一尋常小學校因此改稱「雙葉尋常小學校」，名稱來自雙葉町。1941年4月1日，學校因臺灣教育令修正而改制為「雙葉國民學校」，此時的地址為臺北州基隆市雙葉町91番地。
雙葉國民學校的學生主要是日人學童，其於二戰後被遣返回日本，使學校的學生剩下不到50人；而由於雙葉國民學校的設施較完備，位在雙葉國校東側、以臺籍學生為主的壽國民學校於是遷至該校，並改為基隆市仁愛區「仁愛第一國民學校」。後來因學生人數多，因此在1947年2月分別設立「仁愛國民學校」、「信義國民學校」。1968年8月1日，因九年國民教育實施而改為「仁愛國民小學」。

## 歷任校長
日治時期（到職年月）
- 大島丑三郎：1898年10月（基隆公學校長兼任）
- 壹岐休太郎：1898年12月（基隆公學校長兼任）
- 佐藤謙之助：1899年1月
- 阿部順道：1903年12月
- 本田茂吉：1905年3月
- 加藤元右衛門：1910年2月
- 武間直市：1914年4月
- 工藤國太郎：1915年10月
- 岩瀨天藏：1916年7月
- 大場孫治：1925年3月
- 三橋安郎：1932年~1945年10月

戰後（到職年月）
- 劉木生：1946年2月
- 蘇淵泉：1947年4月
- 曾春木：1947年8月
- 陳德銓：1950年8月
- 蘇淵泉：1952年6月
- 謝呈奇：1955年8月
- 林茂春：1961年9月
- 柯水源：1966年12月
- 劉清番：1977年2月
- 程東茂：1990年8月
- 葉聰明：1995年8月
- 賴有通：2002年8月
- 胡英楗：2009年8月
- 楊志欽：2012年8月
- 彭麗琦：2016年8月
- 陳立國：2023年8月